# Gentioux-Pigerolles
Gentioux-Pigerolles (okcitansko Genciòus) je naselje in občina v francoskem departmaju Creuse regije Limousin. Leta 2007 je naselje imelo 376 prebivalcev.

## Geografija
Kraj leži v pokrajini Marche znotraj naravnega regijskega parka Millevaches, 29 km jugozahodno od Aubussona. Na ozemlju občine izvirata reki Taurion in Maulde, desna pritoka Vienne.

## Uprava
Gentioux-Pigerolles je sedež istoimenskega kantona, v katerega so poleg njegove, vključene še občine Faux-la-Montagne, Féniers, Gioux, La Nouaille, Saint-Marc-à-Loubaud in La Villedieu s 1.424 prebivalci.
Kanton Gentioux-Pigerolles je sestavni del okrožja Aubusson.

## Zanimivosti
- rimski most na reki Taurion pont de Senoueix,
- protivojni spomenik v spomin na žrtve prve svetovne vojne.